# Ляпинское сельское поселение
Ляпинское сельское поселение — муниципальное образование в составе Новокубанского района Краснодарского края России.
В рамках административно-территориального устройства Краснодарского края ему соответствует Ляпинский сельский округ.
Административный центр — хутор Ляпино.
Сельское поселение образовано законом от 2 июля 2004 года.

## Население
| 2002  | 2010  | 2012  | 2013  | 2014  | 2015  | 2016  |
| ----- | ----- | ----- | ----- | ----- | ----- | ----- |
| 2050  | ↘2044 | ↗2060 | ↘2021 | ↗2038 | ↗2083 | ↗2103 |
| 2017  | 2018  | 2019  | 2020  | 2021  | 2023  |       |
| ↗2121 | ↗2125 | ↗2126 | ↘2125 | ↘1898 | ↘1879 |       |

## Населённые пункты
В состав сельского поселения (сельского округа) входят 4 населённых пункта:
| № | Населённый пункт | Тип населённого пункта | Население (чел.) |
| - | ---------------- | ---------------------- | ---------------- |
| 1 | Камышеваха       | село                   | ↗543             |
| 2 | Ляпино           | хутор                  | ↘1431            |
| 3 | Новокарский      | хутор                  | ↗64              |
| 4 | Степной          | посёлок                | ↘6               |